# Victor Olofsson
Victor Olofsson (Örnsköldsvik, Suecia, 18 de mayo de 1995) es un jugador profesional sueco de hockey sobre hielo que se desempeña en la posición de extremo izquierdo en Buffalo Sabres, equipo de la National Hockey League (NHL).

## Carrera
Fue seleccionado en la séptima ronda en la NHL Entry Draft de 2014. En 2018 hizo su debut profesional con el equipo Buffalo Sabres, donde lleva jugando seis temporadas.